# Анна Австрийска (1280 – 1327)
Вижте пояснителната страница за други личности с името Анна Австрийска.
Анна Австрийска (на немски: Anna von Habsburg, Anna von Österreich; * 1280, † 1327) от род Хабсбурги, е дъщеря на римско-немския крал Албрехт I (1255 – 1308) и Елизабета Тиролска (1262 – 1313). Тя е сестра на Агнеса (1281 – 1364), омъжена 1296 г. за крал Андраш III от Унгария, и на Рудолф, крал на Бохемия (1282 – 1307).

## Фамилия
Първи брак: 1295 г. в Грац с Херман III (1275 – 1308) от род Аскани, маркграф на Бранденбург. Те имат децата:
- Юта (1301 – 1353), наследничка на Кобург, омъжена за граф Хайнрих VIII фон Хенеберг († 1347)
- Йохан V (1302 – 1317), маркграф на Бранденбург
- Матилде († 1323), наследничка на Долна Лужица, омъжена за херцог Хайнрих IV от Силезия-Глогов († 1342)
- Агнес (1297 – 1334), наследничка на Алтмарк, омъжена за Валдемар, маркграф на Бранденбург (1281 – 1319). 1319 г. тя се омъжва втори път за херцог Ото от Брауншвайг-Люнебург (1290 – 1344).

Втори брак: 1310 г. с херцог Хайнрих VI Добрия (1294 – 1335) от Силезия-Бреслау от род Пясти. Те имат три дъщери:
- Елизабет фон Бриг (ок. 1311 – 20 февруари 1328), омъжена пр. 10 януари 1322 за херцог Конрад I фон Оелс († 1366) от род Пясти.
- Еуфемия фон Бриг (Офка) (ок. 1312 – 21 март сл. 1384), омъжена пр. 29 ноември 1325 за херцог Болеслав Стари от Нимодлин (Фалкенберг) († 1362/65) от род Пясти.
- Маргарета фон Бриг (ок. 1313 – 8 март 1379), абтеса на Св. Клара във Вроцлав (1359).